# Magdeburgarna
Magdeburgarna var en gammeldansorkester från Bollnäs.
Magdeburgarna startades 1962 under namnet Härjes orkester av Härje Sundberg (1939–2007), som ursprungligen kom från Ljusnedal i Härjedalen. Han spelade bland annat dragspel, piano, orgel och gitarr och ackompanjerade såväl Snoddas som Arne Qvick. Orkestern var husband på Statt i Ljusdal och Rehngården i Bollnäs. I slutet av 1970-talet nådde Magdeburgarna framgångar på Svensktoppen med låtarna Klöversnoa (av Ted och Kenneth Gärdestad), Mary Anne och Gånglåt från Äppelbo.

## Diskografi (LP)
- 1971 – Stamp takta till Magdeburgarna (Karusell 2470 011)
- 1972 – Åpp å gammpåpp (Rondell SLALP 1014)
- 1974 – Rekommenderas (Rondo RON M 104)
- 1976 – Magdeburgar'n (Odeon 4E 054-35257)
- 1977 – Inga krusiduller (EMI 7C 062-35453)
- 1979 – Friskt vågat (EMI 7C 062-35608)